# Wiktor Jewgenjewitsch Golant
Wiktor Jewgenjewitsch Golant (russisch Виктор Евгеньевич Голант; * 14. Januar 1928 in Leningrad; † 18. Oktober 2008) war ein russischer Physiker und Hochschullehrer.

## Leben
Golant war der Sohn des Pädagogen Jewgeni Jakowlewitsch Golant und Neffe der Psychiaterin Raissa Jakowlewna Golant. Nach dem Schulabschluss studierte Golant am Leningrader Polytechnischen Institut (LPI) mit Abschluss 1950. Darauf arbeitete er in Leningrad im Konstruktionsbüro Swetlana für Elektronik-Apparatebau und dann im LPI.
1961 wurde Golant wissenschaftlicher Mitarbeiter im Physikalisch-Technischen Institut (FTI) der Akademie der Wissenschaften der UdSSR (AN-SSSR, seit 1991 Russische Akademie der Wissenschaften (RAN)) in Leningrad. 1964 wurde er zum Doktor der physikalisch-mathematischen Wissenschaften promoviert. 1970 wurde er Direktor der Abteilung für Plasmaphysik, Atomphysik und Astrophysik. Daneben lehrte er am LPI mit Ernennung zum Professor.
Golants Arbeitsschwerpunkte waren die Plasmadiagnostik, die Wechselwirkungen hochfrequenter elektrischer Wellen mit Plasmen, Plasmaheizmethoden im Tokamak und Partikel- und Energieübertragungsprozesse. Im FTI organisierte er das Laboratorium für Hochtemperaturplasmen, in dem Probleme der Steuerung thermonuklearer Reaktionen untersucht wurden. Unter Golants Leitung wurden einige Tokamaks konstruiert und erfolgreich betrieben. 1999 wurde der erste russische kugelförmige Tokamak Globus-M gebaut.
Golant wurde 1984 Korrespondierendes Mitglied der AN-SSSR und 1991 Vollmitglied der RAN. Golant war Mitglied des Präsidiums des St. Petersburger Wissenschaftszentrums der RAN. Er war Autor von mehr als 200 Veröffentlichungen, darunter die Monografien über die Grundlagen der Plasmaphysik und Mikrowellenmethoden für Plasmauntersuchungen.
Golants Namen trägt der 1972 von Tamara Michailowna Smirnowa entdeckte Asteroid (5156) Golant.

## Ehrungen, Preise
- Ehrenzeichen der Sowjetunion (1962)
- Jubiläumsmedaille „Zum Gedenken an den 100. Geburtstag von Wladimir Iljitsch Lenin“ (1970)
- Staatspreis der UdSSR (1983)[4]
- Orden des Roten Banners der Arbeit (1986)
- Verdienstorden für das Vaterland IV. Klasse (1998)
- Arzimowitsch-Preis der RAN (1998 zusammen mit S. W. Lebedew) für Untersuchungen zur verbesserten Plasmaheizung im Tokamak Tuman-3M[1]